# Фарадж (молитва)
Дуа (молитва) Фарадж — известная шиитская молитва (дуа) о пришествии Скрытого Имама. Эта молитва приводится в фундаментальной шиитской книге «Бихар аль-Анвар», со следующим предисловием: «Этому дуа научил Абу Аль-Хасана Мухаммада бин Ахмада бин Аби Лейса Имам Махди(а), и он спасся от тех, кто хотели его убить, когда прятался в Багдаде на курайшитском кладбище при помощи этого дуа.» (Бихар Аль-Анвар, том 35 стр 275)

## Текст молитвы на арабском с русской транскрипцией
Иляхи ‘азумаль-баля, ва барихаль-хафа, ванкашафаль-гыта اِلهى عَظُمَ الْبَلاَّءُ وَبَرِحَ الْخَفاَّءُ وَانْكَشَفَ الْغِطاَّءُ
ванката’ар-раджа ва дакатиль арду ва муни’атис-самаа وَانْقَطَعَ الرَّجاَّءُ وَضاقَتِ الاْرْضُ وَمُنِعَتِ السَّماَّءُ
ва анталь-муста’ану ва иляйкаль-муштака واَنْتَ الْمُسْتَعانُ وَ اِلَيْكَ الْمُشْتَكى
ва иляйкаль-му’аввалю фиш-шиддати вар-рахаа وَعَلَيْكَ الْمُعَوَّلُ فِى الشِّدَّةِ وَالرَّخاَّءِ
Аллахумма салли аля Мухаммадин ва али Мухаммад اَللّهُمَّ صَلِّ عَلى مُحَمَّدٍ وَ الِ مُحَمَّدٍ
улиль амриль-лязина фарадта ‘аляйна та’атахум اُولِىالاْمْرِ الَّذينَ فَرَضْتَ عَلَيْنا طاعَتَهُم
ва ‘аррафтана бизаликя манзилятахум وَعَرَّفْتَنا بِذلِكَ مَنْزِلَتَهُمْ
фафарридж ‘анна бихаккихим фараджан ‘аджилян кариба فَفَرِّجْ عَنا بِحَقِّهِمْ فَرَجاً عاجِلا قَريباً
калямхиль-басари ау хува акрабу كَلَمْحِ الْبَصَرِ اَوْ هُوَ اَقْرَبُ
Йа Мухаммадун Йа Али, Йа Алийюн Йа Мухаммад يا مُحَمَّدُ يا عَلىُّ ، يا عَلىُّ يا مُحَمَّدُ
икфияни фаиннакума кафиян вансурани фаиннакума насыран اِكْفِيانى فَاِنَّكُما كافِيانِ وَانْصُرانى فَاِنَّكُما ناصِرانِ
йа Мауляна йа Сахибаз-Заман يا مَوْلانا يا صاحِبَ الزَّمانِ
аль-гаус, аль-гаус, аль-гаус, адрикни, адрикни, адрикни الْغَوْثَ الْغَوْثَ الْغَوْثَ اَدْرِكْنى اَدْرِكْنى اَدْرِكْنى
ас-саат, ас-саат, ас-саат, аль-аджаль, аль-аджаль, аль-аджаль السّاعَةَ السّاعَةَ السّاعَةَ الْعَجَلَ الْعَجَلَ الْعَجَلَ
йа архамар-рахимин бихакки Мухаммадин ва алихит-тахирин. يا اَرْحَمَ الرّاحِمينَ بِحَقِّ مُحَمَّدٍ وَ آلِهِ الطّاهِرينَ

## Перевод молитвы Фарадж
Боже, велико горе наше и явным стало скрытое и открыта была завеса
И нет более надежды, и тесной стала земля и закрылись от нас небеса
И Ты тот, к чьей помощи прибегаем и Тот к Кому обращаются с жалобой
И на тебя полагаются как в сложном, так и в простом о Аллах благослови Мухаммада и семейство Мухаммада,
Обладателей власти, подчинение которым вменил ты нам в обязанность
Дав нам тем самым понимание их положения.
Так даруй же нам ради их права скорое избавление Как мгновение ока или же более скорое!
О, Мухаммад! О, Али! О, Али! О, Мухаммад!
Будьте же теми, кого достаточно мне, и ведь поистине вас — достаточно для меня.
И помогите мне, ведь поистине вы — помогающие.
О, наш покровитель, о Хозяин времени
Облегчения, облегчения, облегчения!
Застань меня, застань меня, застань меня,
В этот час, в этот час, в этот час. Поспеши, поспеши, поспеши,
О милосерднейший из милосердных, ради Мухаммада и его пречистого семейства.